# Hammarlands församling

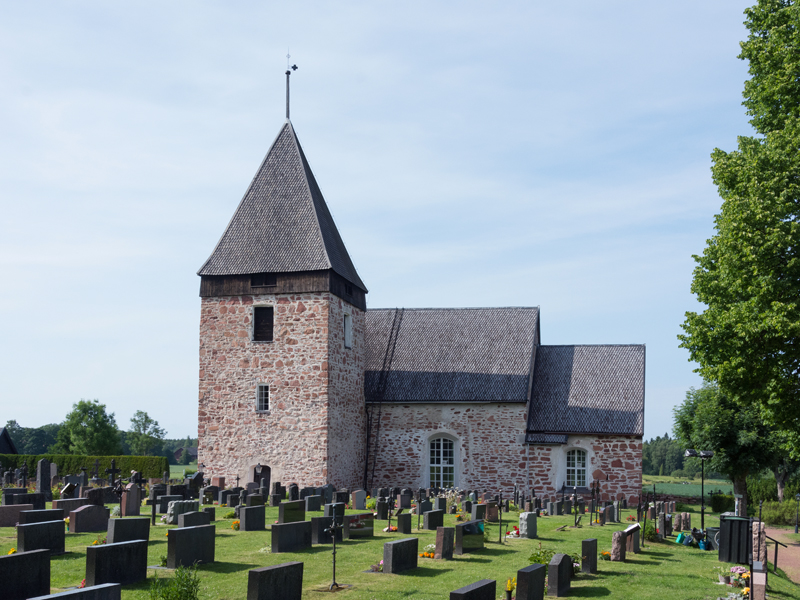
Hammarlands kyrka från söder

Hammarlands församling är en församling i Ålands prosteri inom Borgå stift i Evangelisk-lutherska kyrkan i Finland. Till församlingen hör 1 170 kyrkomedlemmar (12/2020) i Hammarlands kommun. 
Församlingens hemkyrka är Hammarlands kyrka från sent 1200-tal. Hammarlands kyrksocken härstammar senast från 1200-talet. Socknen nämns första gången 1406.
Kyrkoherde var till 31 december 2018 Ingemar Johansson. Sedan var Berndt Berg kyrkoherde till 6 juni 2021.
Hammarlands församling sammanslås 1 januari 2022 med Eckerö församling.